# Waterporie

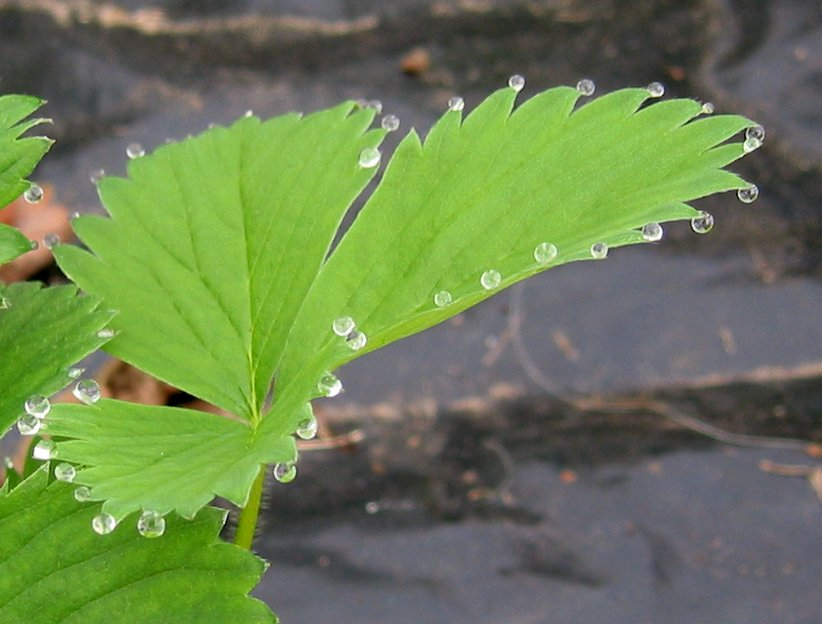
Guttatie bij blad van aardbei

Waterporiën of hydathoden zijn speciale wateruitscheidende klieren die bij talrijke planten, zowel tweezaadlobbigen als eenzaadlobbigen, voorkomen. Waterporiën zitten meestal aan de bladpunten (grassen), op tandjes aan de bladrand (vrouwenmantel) of aan het einde van de bladnerven (Oost-Indische kers). Door de waterporiën kunnen de planten bij hoge luchtvochtigheid, waarbij de verdamping klein is, overtollig water afgeven. Het uitscheiden van water wordt guttatie genoemd. Ook onderwaterplanten, zoals vlottende waterranonkel, kunnen waterporiën hebben.
Er worden de volgende twee soorten waterporiën onderscheiden:
- Passieve waterporiën. Hierbij is de worteldruk groter dan de verdamping van de bladeren, waardoor de plant het teveel aan water via de waterporiën verliest.
- Actieve waterporiën. Hierbij verbruiken de waterporiën bij het uitscheiden van water energie.